# Marjorie Lee Browne
Marjorie Lee Browne (Memphis,Tennessee, 9 de septiembre de 1914 – 9 de octubre de 1979) fue una educadora y matemática. Fue una de las primeras mujeres afroamericanas en obtener un doctorado en matemática.

## Biografía
Marjorie Lee Browne nació en Tennessee en 1914. Su madre murió cuándo solo tenía dos años, y fue educada por su padre, Lawrence Johnson Lee y su madrastra. Su padre, un empleado del ferrocarril postal, era también un "sabio de la matemática" quién compartió su pasión por la matemática con sus hijos e hijas. Asistió al Instituto LeMoyne, una escuela privada Metodista que empezó después de la Guerra Civil para ofrecer educación para personas afroamericanas. Mientras estaba en el instituto, ganó el campeonato individual de mujeres de tenis de la ciudad de Memphis.
Asistió a la universidad de Howard, especializándose en matemática y graduándose cum laude en 1935. Después de recibir su título de graduada, impartió clases en el instituto y la universidad durante un corto periodo de tiempo, incluyendo la academia Gilbert en Nueva Orleans.
Después, aplicó al programa de graduado de matemática de la Universidad de Míchigan. Míchigan aceptaba personas afroamericanas, cosa que no ocurría en muchas instituciones de enseñanza en los EE. UU. de la época. Después de trabajar a tiempo completo en la  "historically black Wiley College" en Marshall, Texas, y asistir a la universidad solo durante el verano, el trabajo de Browne fue recompensado y recibió una beca de investigación en Míchigan, asistiendo a tiempo completo y completando su tesis en 1949. Su tesis, "Estudios de Subgrupos de Parámetro Único y algunos grupos Topológicos y Matriciales" fue supervisado por George Yuri Rainich. Browne fue una de las primeras mujeres afroamericanas en los EE. UU. en lograr un doctorado en matemática, junto con Evelyn Boyd Granville, quién también obtuvo su doctorado en 1949. Euphemia Haynes fue la primera mujer afroamericana en lograr un doctorado en matemática en los EE. UU., habiendo logrado el suyo en 1943.
Después de obtener su doctorado, Browne no consiguió mantenerse en un puesto de enseñanza en una institución de investigación. A raíz de esto, trabajó con profesorado de matemática de educación media, instruyéndoles en "matemática moderna". Se centró especialmente en estimular la enseñanza de la matemática para grupos minoritarios y mujeres.
Más tarde, Browne se unió a la facultad de la Universidad de Carolina del Norte (ahora Universidad Central de Carolina del Norte (NCCU, por sus siglas en inglés)), donde enseñó e investigó durante treinta años. Estuvo la mayor parte de su tiempo en la NCCU a la cabeza de su departamento, de 1951 a 1970. Allí trabajó como investigadora principal, coordinadora de la sección de matemática, y conferenciante en el Instituto de verano de Ciencia para las Escuelas Secundarias y el Profesorado de Matemática.
El trabajo de Browne en grupos clásicos aportó demostraciones sencillas de propiedades topológicas importantes y relaciones entre grupos clásicos. En general, su trabajo se centró en el álgebra lineal y matricial.
Browne se dio cuenta pronto de la importancia de la informática, solicitando una subvención de $60,000 a IBM para traer un ordenador a la NCCU en 1960—uno de los primeros ordenadores en informática académica, y probablemente el primero en una escuela de las conocidas como "historically black school".
Durante su carrera, Browne trabajó para ayudar al alumnado especialmente dotado en matemática, educándoles y ofreciéndoles apoyo financiero para conseguir una educación superior. Parte de este alumnado destacado incluía a Joseph Battle, William Fletcher, Asamoah Nkwanta, y Nathan Simms. Browne estableció cursos de verano para proporcionar educación continua en matemática para profesorado de instituto. En 1974 se le concedió el primer premio W. W. Rankin Memorial del Consejo de Profesorado de Matemática de Carolina del Norte por su trabajo en la educación de las matemática.
Browne formó parte de la Sociedad de Investigación de Mujeres, de la Sociedad Matemática de América, de la Asociación Matemática de América, y del Congreso Internacional de Matemática.
Marjorie Lee Browne murió de un ataque al corazón en Durham, Carolina del Norte, el 19 de octubre de 1979. Después de su muerte, cuatro de sus estudiantes fundaron el Fondo de Confianza Marjorie Lee Brown en la Universidad de Carolina del Norte Central, el cual patrocina la beca Marjorie Lee Browne y el "Marjorie Lee Browne Distinguished Alumni Lecture Series".

## Publicaciones
- "A note on the classical groups", Amer. Math. Monthly 62 (1955), 424-27.
- 'Sets, Logic, and Mathematical Thought' (1957)
- 'Introduction to Linear Algebra' (1959)
- 'Elementary Matrix Algebra' (1969)
- 'Algebraic Structures' (1974)

## Premios y honores
Aunque al comienzo de la carrera de Browne, la discriminación contra las mujeres y las personas afroamericanas era significativa, esta fue reconocida por sus logros en el ámbito de la educación y la matemática.
- Elegida para Sigma Xi, 1948
- Candidata de la Universidad de Míchigan, Sociedad Matemática Americana
- Beca de la Fundación Ford para estudiar topología combinatoria en la Universid de Cambridge
- Miembro de la Facultad de la Fundación de Ciencias Nacional estudiando informática y análisis numérico en la UCLA
- Beca para estudiar topología diferencial en la Universidad de Columbia, 1965-66
- Primera galardonada con el premio W. W. Rankin Memorial a la Excelencia en Educación Matemática, otorgado por el Consejo de Profesorado de Matemática de Carolina del Norte.
- El Departamento de Matemática de la Universidad de Míchigan fundó el Coloquio de la Dra. Marjorie Browne Lee en 1999. El coloquio se presenta cada año durante las actividades del día de Martin Luther King de la Universidad de Míchigan.
- Beca Marjorie Browne Lee, la cual ofrece becas completas a alumnado que está estudiando matemática en la NCCU.